# Vyacheslav Zahorodnyuk
Vyacheslav Vasilyevich Zahorodnyuk (Odessa, RSS da Ucrânia, 11 de agosto de 1972) é um ex-patinador artístico ucraniano, que competiu no individual masculino. Ele medalhista de bronze no Campeonato Mundial de 1994, foi campeão do Campeonato Europeu de 1996 e foi tetracampeão do campeonato nacional ucraniano. Zahorodnyuk disputou os Jogos Olímpicos de Inverno de 1992 e de 1998 terminando na oitava e décima posições, respectivamente.

## Principais resultados
| Resultados                                                                   | Resultados       | Resultados      | Resultados        | Resultados        | Resultados       | Resultados        | Resultados        | Resultados        | Resultados      | Resultados        | Resultados        | Resultados    | Resultados    | Resultados    |
| Internacional                                                                | Internacional    | Internacional   | Internacional     | Internacional     | Internacional    | Internacional     | Internacional     | Internacional     | Internacional   | Internacional     | Internacional     | Internacional | Internacional | Internacional |
| Evento/Temporada                                                             | 1987– 1988       | 1988– 1989      | 1989– 1990        | 1990– 1991        | 1991– 1992       | 1992– 1993        | 1993– 1994        | 1994– 1995        | 1995– 1996      | 1996– 1997        | 1997– 1998        |               |               |               |
| ---------------------------------------------------------------------------- | ---------------- | --------------- | ----------------- | ----------------- | ---------------- | ----------------- | ----------------- | ----------------- | --------------- | ----------------- | ----------------- | ------------- | ------------- | ------------- |
| Jogos Olímpicos                                                              |                  |                 |                   |                   | 8.º              |                   |                   |                   |                 |                   | 10.º              |               |               |               |
| Campeonato Mundial                                                           |                  |                 | 8.º               | 22.º              | 10.º             |                   | Medalha de bronze | 6.º               | 6.º             | 4.º               | 4.º               |               |               |               |
| Campeonato Europeu                                                           |                  | 6.º             | Medalha de bronze | Medalha de bronze | 4.º              |                   | Medalha de prata  | Medalha de bronze | Medalha de ouro | Medalha de bronze | 7.º               |               |               |               |
| CS Champions Series Final                                                    |                  |                 |                   |                   |                  |                   |                   |                   | 6.º             |                   |                   |               |               |               |
| CS Cup of Russia                                                             |                  |                 |                   |                   |                  |                   |                   |                   |                 |                   | Medalha de bronze |               |               |               |
| CS Nations Cup                                                               |                  |                 |                   |                   |                  | Medalha de bronze |                   |                   | Medalha de ouro |                   |                   |               |               |               |
| CS Skate America                                                             |                  |                 |                   | 4.º               | 6.º              | 4.º               |                   | 5.º               | 4.º             | 4.º               | 5.º               |               |               |               |
| CS Skate Canada International                                                |                  |                 |                   |                   |                  |                   |                   |                   | 6.º             |                   |                   |               |               |               |
| CS Trophée Lalique                                                           |                  |                 | Medalha de ouro   | Medalha de prata  | Medalha de prata |                   | Medalha de bronze | 4.º               |                 | Medalha de prata  |                   |               |               |               |
| Karl Schäfer Memorial                                                        |                  | Medalha de ouro | Medalha de ouro   |                   |                  |                   |                   |                   |                 |                   |                   |               |               |               |
| NHK Trophy                                                                   |                  |                 |                   | Medalha de bronze | Medalha de prata |                   | Medalha de prata  | Medalha de bronze |                 |                   |                   |               |               |               |
| Internacional – Júnior                                                       |                  |                 |                   |                   |                  |                   |                   |                   |                 |                   |                   |               |               |               |
| Campeonato Mundial Júnior                                                    | Medalha de prata | Medalha de ouro |                   |                   |                  |                   |                   |                   |                 |                   |                   |               |               |               |
| Nacional                                                                     |                  |                 |                   |                   |                  |                   |                   |                   |                 |                   |                   |               |               |               |
| Campeonato Ucraniano                                                         |                  |                 |                   |                   |                  |                   | 4.º               | Medalha de ouro   | Medalha de ouro | Medalha de ouro   | Medalha de ouro   |               |               |               |
| Campeonato Soviético                                                         |                  |                 |                   | Medalha de prata  | Medalha de prata |                   |                   |                   |                 |                   |                   |               |               |               |
|                                                                              |                  |                 |                   |                   |                  |                   |                   |                   |                 |                   |                   |               |               |               |
| Legenda: CS = Champions Series; Competição não foi disputada nesta temporada |                  |                 |                   |                   |                  |                   |                   |                   |                 |                   |                   |               |               |               |